# Музей пчеловодства семьи Живановичей
Музей пчеловодства семьи Живановичей (серб. Музеј пчеларства породице Живановић) расположен в сербском городе Сремски-Карловци. Основан в 1968 году Боривоем Живановичем, внуком философа и отца современного пчеловодства в Сербии Йована Живановича.

## Описание
В музее собран ряд предметов, которые свидетельствуют о взаимодействии человека и пчёл на протяжении всей истории. Здесь представлены более 200 старинных ульев и различных принадлежностей для пчеловодства и переработки его продуктов, некоторым из которых около полутора сотен лет. Также здесь можно ознакомиться со сведениями о различных породах пчёл, о философских работах Йована Живановича, с фотографиями династии Живановичей, наградами и дипломами, вручёнными музею. Наиболее заметным экспонатом является улей 1880 года, выполненный в форме монастыря Раванница.
Так как династия Живановичей является также владельцем одного из старейших винных производств в Сербии, экспозиция одного из залов посвящена виноделию.
В 2015 году музеем пчеловодства была учреждена премия имени профессора Йована Живановича, которая вручается журналистам, распространяющих информацию о культуре, народных традициях и обычаях сербского народа.

## Галерея

Экспонаты музея пчеловодства семьи Живановичей
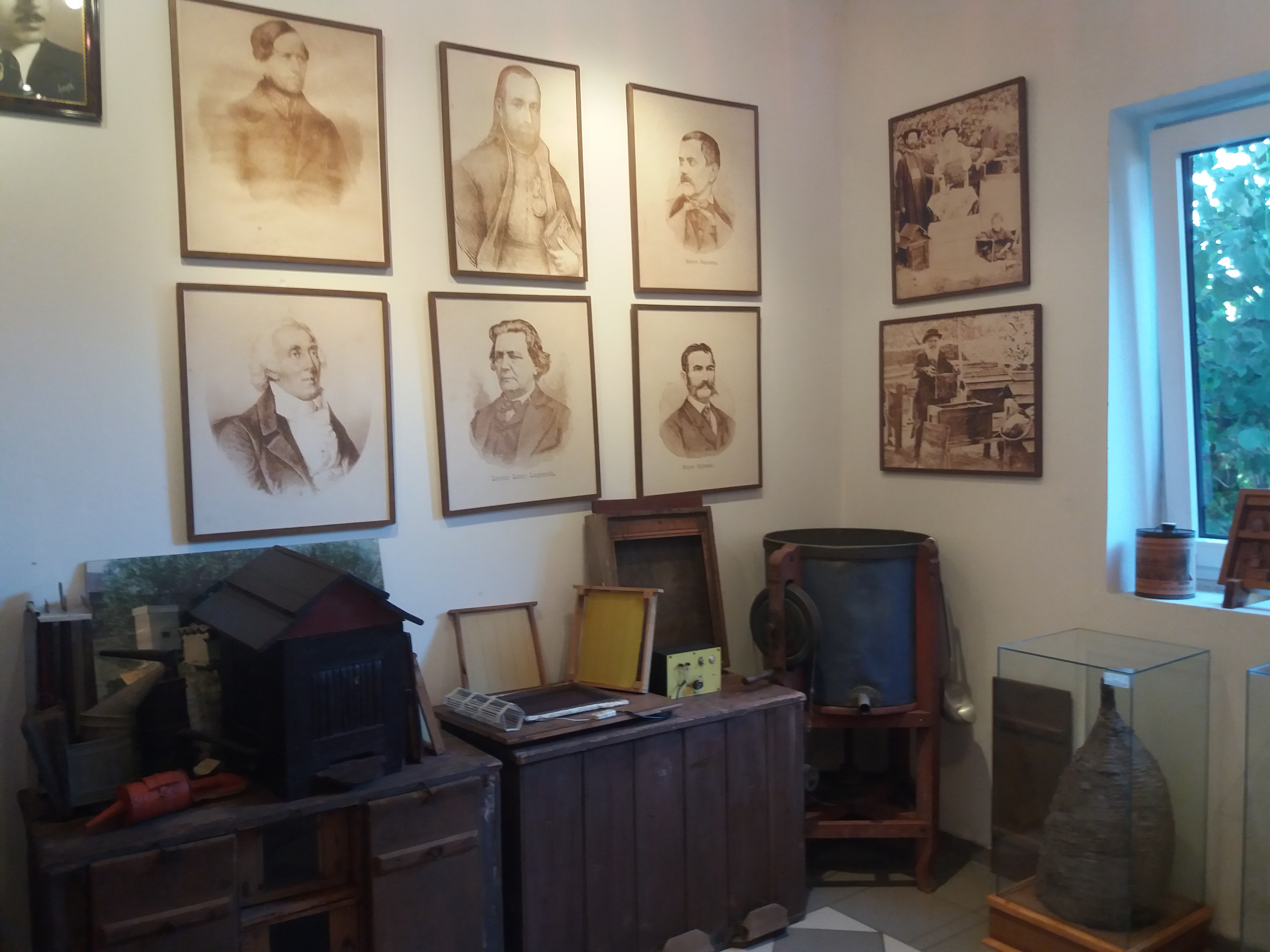
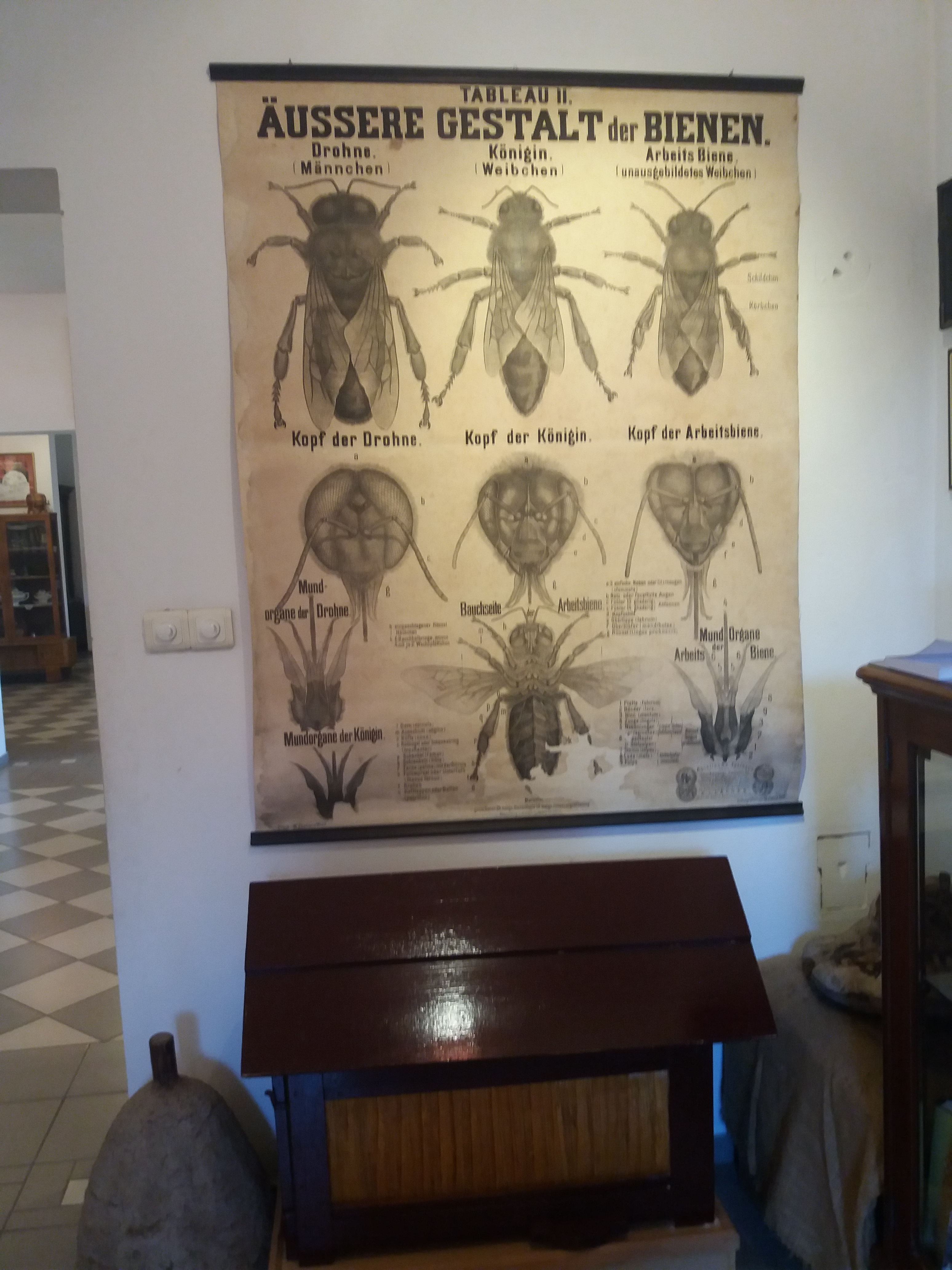
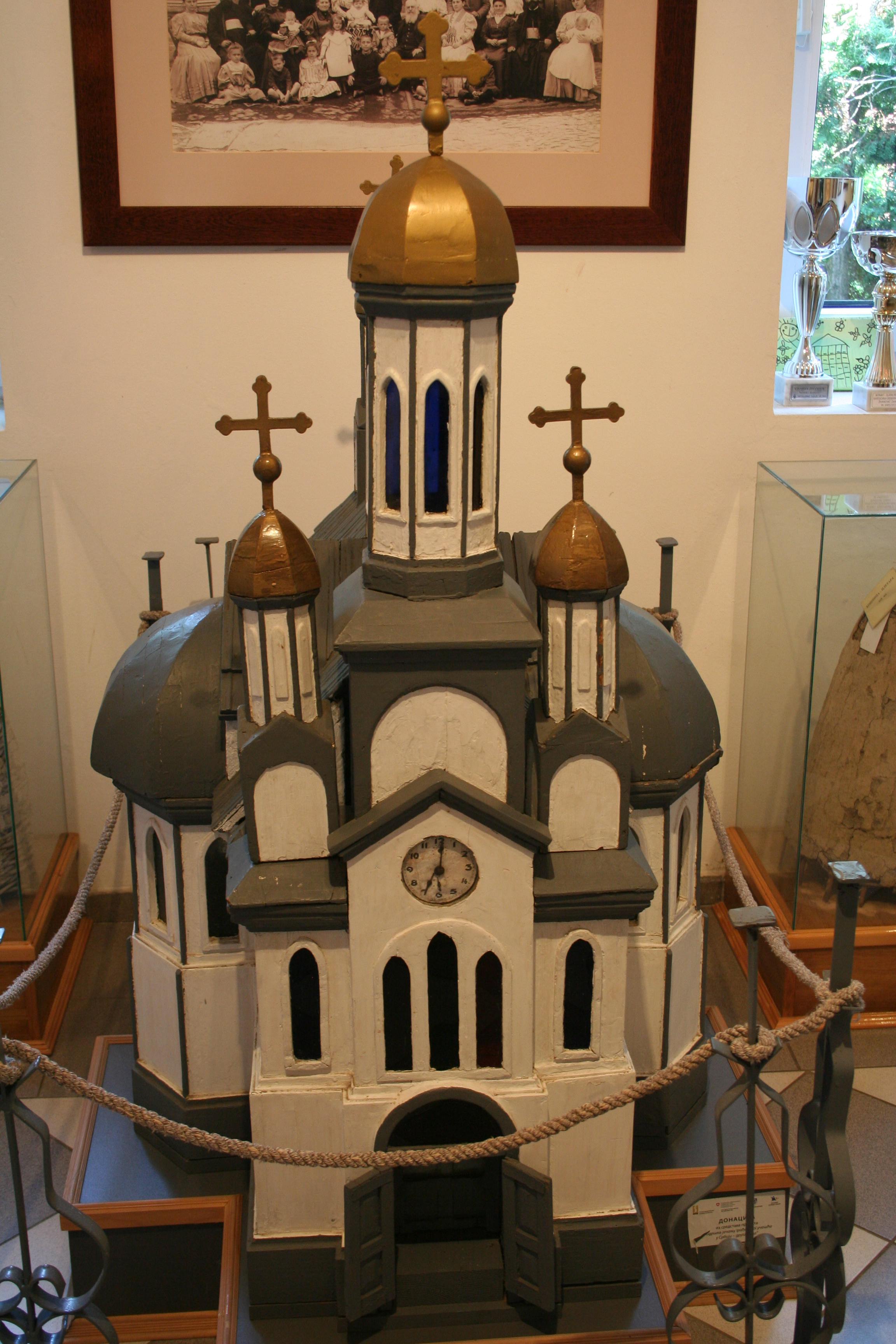
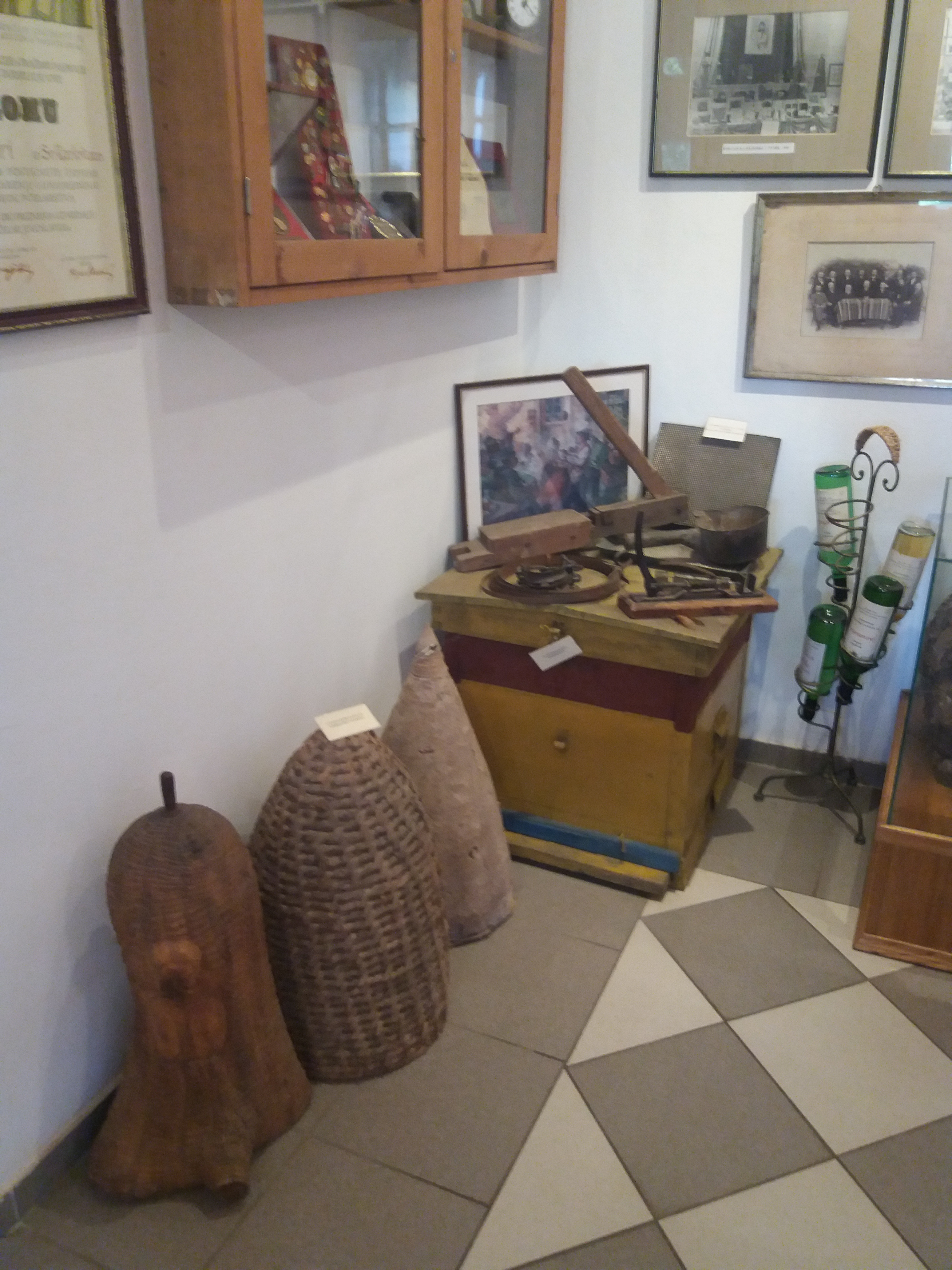
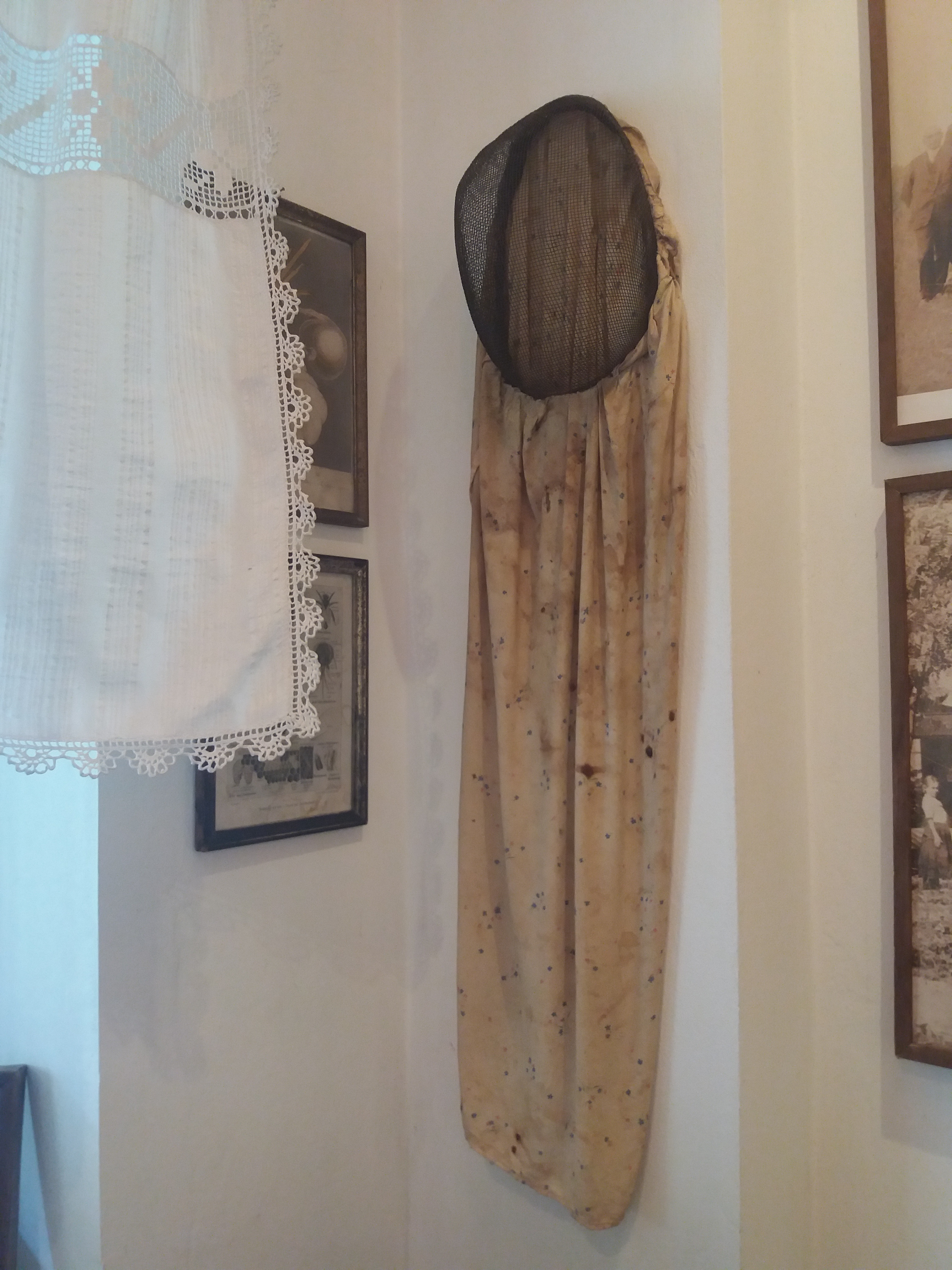